# Labarum

Labarum císaře Konstantina

Labarum byla císařská korouhev, původně hlavní vojenská standarta římské armády zavedená za vlády římského císaře Konstantina. Byla odvozena od starší vojenské standarty zvané vexillum. Na rozdíl od ní mělo labarum spíš ceremoniální a náboženský význam.

## Podoba a význam

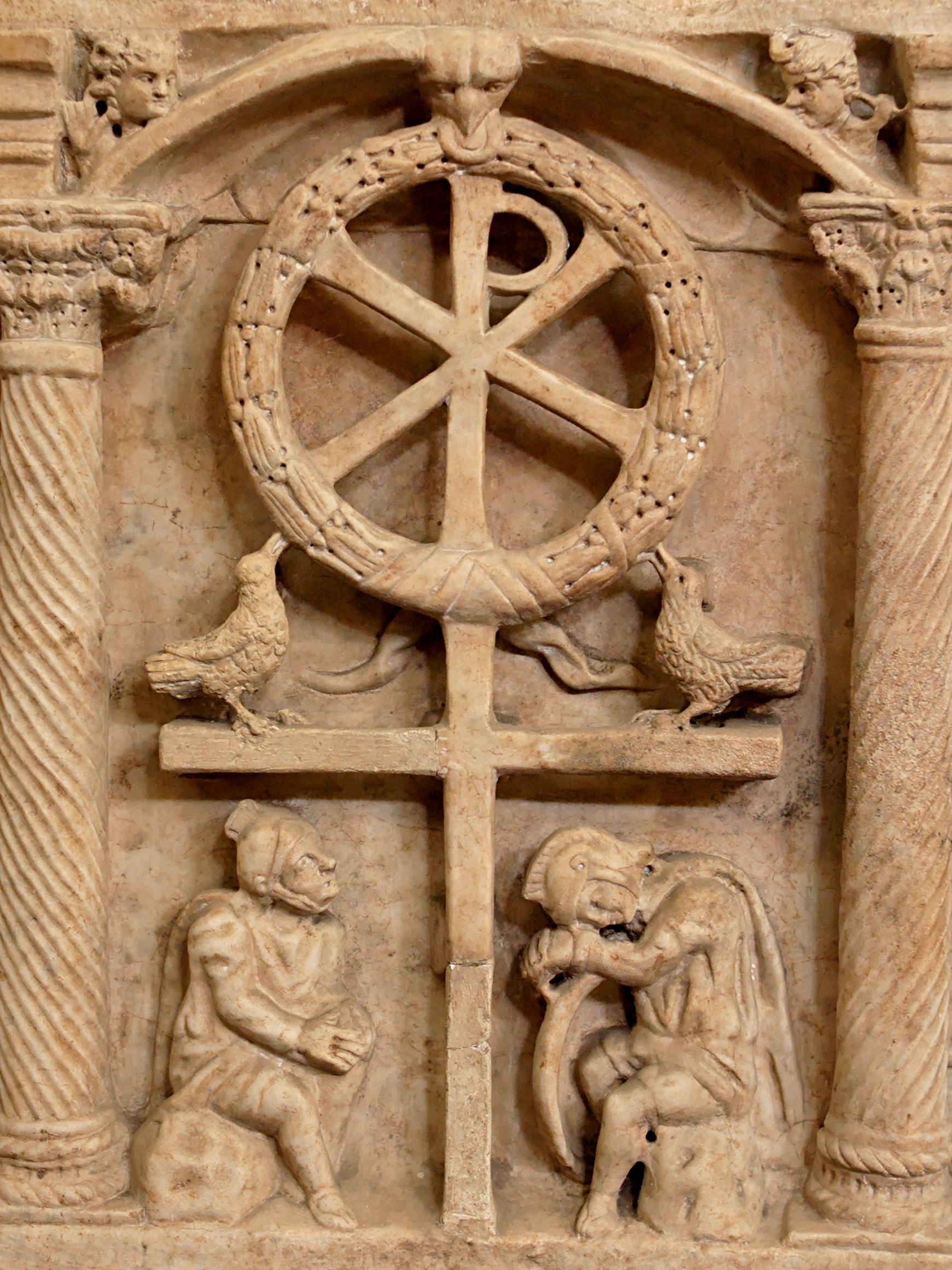
Labarum vyjadřující Kristovo vzkříšení

Labarum tvořilo dlouhé pozlacené kopí s příčným břevnem, z něhož visel čtvercový purpurový závoj ze sukna, protkaný zlatem a posetý drahokamy. Na kopí byly připevněny portréty císaře a jeho dvou nejstarších synů (kteří se dle církevních historiků narodili po roce 312). Na špici byl Kristův monogram (řecké Χ (chí) a Ρ (ró) jako CHRistos (ΧΡΙΣΤΟΣ nebo Χριστός) obklopený vavřínovým věncem.
Labarum nemělo taktický význam, nýbrž bylo znamením vítězství a symbolizovalo náboženské pozadí císařské vlády v pozdním starověku. K jeho ochraně byla ustavena vlastní čestná stráž o síle 50 mužů.

## Historie

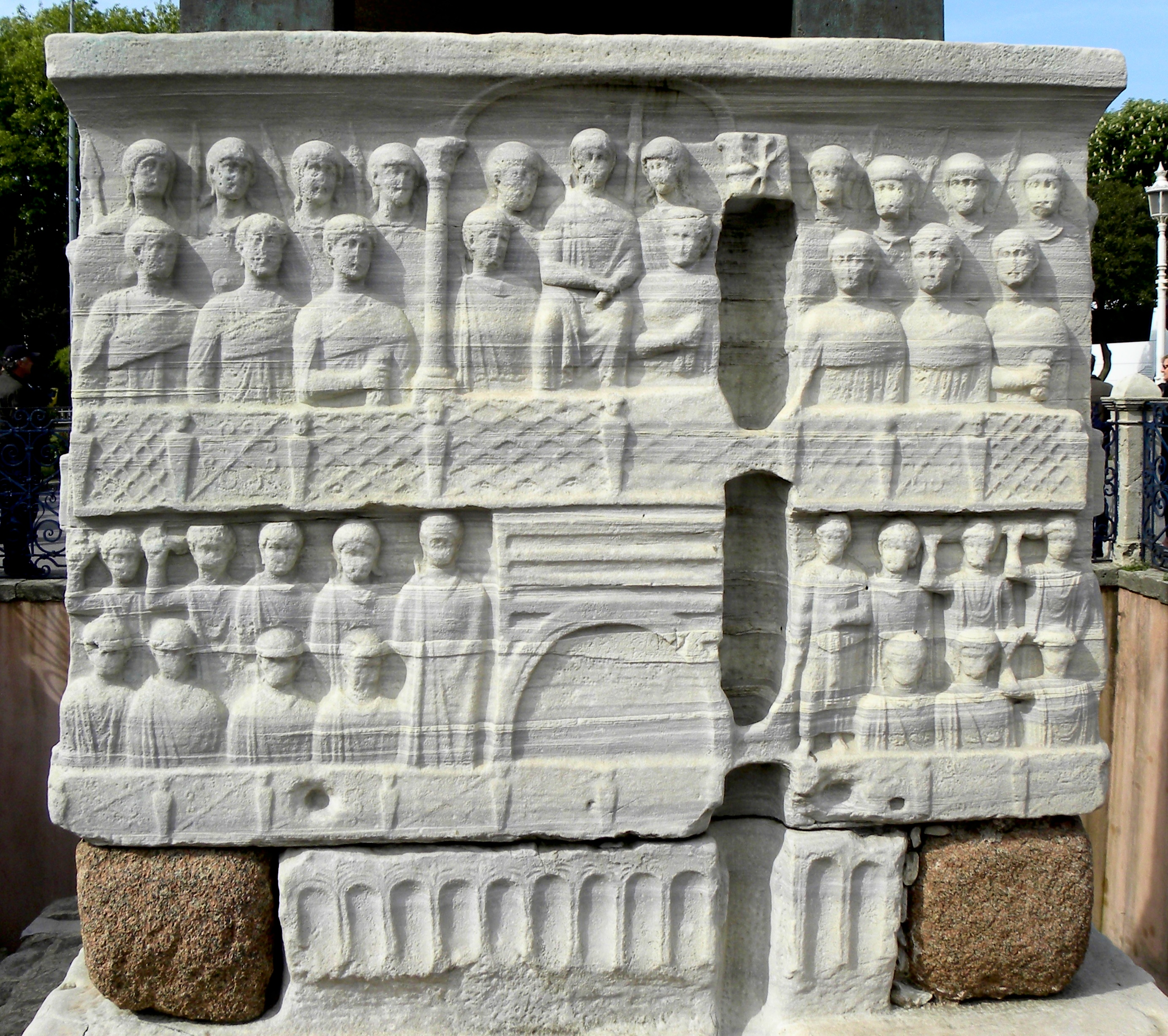
Labarum na Theodosiově obelisku v Istanbulu

Podle tehdejšího historika a teologa Lactantia nechal Konstantin svým vojákům před bitvou u Milvijského mostu v roce 312 vymalovat na jejich štíty Kristův monogram. Historik Eusebios z Kaisareie ve svém spise Vita Constantini napsaném 25 let po bitvě míní, že císař toto znamení použil již na hlavní vojenské vlajce, což může být omyl. Pravděpodobně se labarum objevilo a začalo používat později, až během Konstantinova vojenského sporu s císařem Liciniem (bitva u Adrianopole roku 324).
Název polního znamení nepochází z latiny ani řečtiny, ale jeho původ je nejspíše keltský nebo galský.